# Alburnus thessalicus
Alburnus thessalicus és una espècie de peix cipriniforme de la família dels ciprínids.